# Идеал Баутина
Идеал Баутина — в теории динамических систем, идеал, порождённый ляпуновскими фокусными величинами как функциями от параметров векторного поля в кольце ростков аналитических функций в окрестности невозмущённого поля-центра. Понятие введено  по результатам работы Н. Н. Баутина “О числе предельных циклов, появляющихся при изменении коэффициентов из состояния равновесия типа фокуса или центра”, известной в современной литературе как теорема Баутина, анонсированой в журнале ДАН СССР в 1939 году и прежде всего связывается со второй частью 16-й проблемы Гильберта.
Глубина этого идеала называется индексом Баутина и оценивает сверху числом предельных циклов, рождающихся при малом возмущении исходного поля-центра в данном классе векторных полей.
Индекс Баутина для квадратичных векторных полей равен 3, для классов векторных полей больших степеней точное значение индекса Баутина неизвестно.